# رئاسة ليندون بي. جونسون
بدأت فترة ولاية جونسون بصفته الرئيس رقم 36 للولايات المتحدة الأمريكية في 22 نوفمبر من عام 1963، في أعقاب اغتيال الرئيس كينيدي وانتهت في 20 يناير عام 1969. وعند توليه الرئاسة كان جونسون قد شغل منصب نائب الرئيس لمدة 1063 يومًا. كممثل عن الحزب الديمقراطي من تكساس، ترشح وفاز بفترة ولاية كاملة مدتها أربع سنوات في انتخابات عام 1964، بعد فوزه بأغلبية ساحقة على الخصم الجمهوري عضو مجلس شيوخ أريزونا باري غولدووتر. لم يترشح جونسون لولاية ثانية كاملة في الانتخابات الرئاسية لعام 1968. وخلفه في منصب الرئاسة الجمهوري ريتشارد نيكسون. شكلت رئاسته ذروة الليبرالية الحديثة في الولايات المتحدة الأمريكية.
وسع جونسون تطبيق الصفقة الجديدة من خلال برنامج المجتمع العظيم الذي كان عبارة عن سلسلة من البرامج التشريعية المحلية لمساعدة الفقراء والمسحوقين. بعد توليه المنصب، حصل جونسون على إقرار بتخفيض ضريبي كبير، قانون الهواء النظيف، وقانون الحقوق المدنية لعام 1964. بعد انتخابات عام 1964، أقر جونسون إصلاحات أكثر شمولًا. أقامت تعديلات الضمان الاجتماعي لعام 1965 برنامجين للرعاية الصحية تديرهما الحكومة، ميديكير وميديكيد. يمنع قانون حق التصويت لعام 1965 التمييز العنصري في الاقتراع، وقد منح إقراره حق التصويت للملايين من الأمريكيين الجنوبيين من أصل أفريقي. وأعلن جونسون تشريع «الحرب على الفقر» وأسس برامج عديدة كانت تهدف إلى مساعدة المفقرين. وقد أشرف أيضًا على زيادات كبيرة في التمويل الفيدرالي للتعليم ونهاية فترة قوانين الهجرة المقيدة.
في الشؤون الخارجية هيمنت الحرب الباردة وحرب فيتنام على السياسة الخارجية لرئاسة جونسون. واتبع سياسات توفيقية مع الاتحاد السوفييتي، الأمر الذي مهد الطريق لانفراج دولي في السبعينيات من القرن العشرين. ومع ذلك فقد أبدى جونسون التزامًا بسياسة الاحتواء، وزاد من الوجود الأمريكي في فيتنام بهدف إيقاف المد الشيوعي في جنوبي شرق آسيا خلال الحرب الباردة. وازداد عدد العسكريين الأمريكيين في فيتنام بصورة كبيرة، فقد ارتفع عددهم من 16 ألف جندي في عام 1963 إلى ما يزيد عن 500 ألف في عام 1968. حفز الغضب المتزايد من الحرب حركة ضخمة تعارض تدخل الولايات المتحدة في حرب فيتنام ارتكزت بشكل خاص على الجامعات في الولايات المتحدة وخارجها. واجه جونسون المزيد من المشكلات مع اندلاع أعمال شغب في الصيف في معظم المدن الكبرى بعد عام 1965. وفي حين أنه بدأ رئاسته بقبول واسع الانتشار، انخفض التأييد الشعبي لجونسون مع استمرار الحرب وتزايد الاضطرابات المحلية في كافة أنحاء البلاد. وفي الوقت نفسه، تفكك تحالف الصفقة الجديدة الذي كان قد وحد الحزب الديمقراطي، وتلاشى تأييد جونسون بتفكك ذلك التحالف.
على الرغم من أهليته لولاية أخرى، أعلن جونسون في شهر مارس من عام 1968 أنه لا يسعى إلى الترشح مجددًا. وفاز خلفه المفضل، نائب الرئيس هوبرت هومفري، بالترشح عن الحزب الديمقراطي إلا أنه هُزم من قبل ريتشارد نيكسون في الانتخابات العامة. وبالرغم من مغادرته للبيت الأبيض بنسب دعم متدنية، تميل استطلاعات الرأي التي أجراها المؤرخون وعالمو السياسة إلى تصنيف جونسون كرئيس فوق المتوسط. غيرت برامجه المحلية الولايات المتحدة ودور الحكومة الفيدرالية، وما تزال العديد من برامجه سارية حتى اليوم. ما يزال تعامل جونسون مع حرب فيتنام غير محبب على وجه العموم، إلا أن مبادراته في مجال الحقوق المدنية تحظى بثناء عالمي تقريبًا لدورها في إزالة الحواجز في وجه المساواة العرقية.
كان رامسي كلارك آخر عضو من إدارة جونسون ما يزال على قيد الحياة، وقد توفي في 9 أبريل 2021.

## الوصول إلى الرئاسة
مثّل جونسون ولاية تكساس في مجلس الشيوخ الأمريكي منذ عام 1949 حتى عام 1961، وشغل منصب قائد الحزب الديمقراطي في مجلس الشيوخ منذ عام 1953. وسعى إلى الترشح للرئاسة عن الحزب الديمقراطي لعام 1960، إلا أنه هُزم من قبل جون إف. كينيدي. وعلى أمل أن يحشد دعمًا في الجنوب والغرب، طلب كينيدي من جونسون أن يترشح للانتخابات كنائب للرئيس، ووافق جونسون على الانضمام إلى قائمة الترشح.
في الانتخابات الرئاسية لعام 1960، هزمت قائمة ترشح كينيدي جونسون القائمة الجمهورية التي قادها نائب الرئيس ريتشارد نيكسون بفارق ضئيل. ولعب جونسون دورًا سلبيًا لضعفه كنائب للرئيس، إذ إنه نادرًا ما استشير سوى في قضايا معينة كبرنامج الفضاء.
اغتيل كينيدي في 22 من شهر نوفمبر عام 1963 بينما كان يركب موكبًا رئاسيًا في دالاس. في اليوم التالي، أدى جونسون القسم الرئاسي لتولي منصب الرئاسة على متن طائرة سلاح الجو واحد. كان جونسون مقتنعًا بضرورة القيام باستعراض فوري لانتقال السطلة في أعقاب الاغتيال لضمان الاستقرار للأمة المنكوبة. شعر جونسون والخدمة السرية، مع تخبطهم حول إذا ما كانت عملية الاغتيال عملية ذئب منفرد أو جزءًا من مؤامرة جنائية أوسع، بضرورة العودة سريعًا إلى واشنطن. فُسرت عودة جونسون السريعة إلى واشنطن بتأكيدات من قبل البعض بأنها كانت تهدف إلى تولي السلطة.
مع تسلمه للإرث الذي تركه كينيدي، أعلن جونسون أنه «لا يمكن لأي خطاب تأبين أو رثاء أن يخلد ذكرى الرئيس كينيدي ببلاغة أكثر من تمرير قانون الحقوق المدنية الذي ناضل من أجله لمدة طويلة». أعطت موجة الحزن التي أعقبت الاغتيال زخمًا هائلًا للأجندة التشريعية الخاصة بجونسون. في 29 نوفمبر من عام 1963، أصدر جونسون أمرًا تنفيذيًا بإعادة تسمية مركز إطلاق العمليات الخاص بوكالة ناسا في ميريت آيلاند (فلوريدا) إلى مركز كينيدي للفضاء، وتغيير اسم منشأة إطلاق العمليات القريبة في قاعدة كيب كانافيرال للقوات الجوية إلى كينيدي كيب.
استجابة لطلب الجمهور في الحصول على إجابات والعدد المتعاظم من نظريات المؤامرة، أسس جونسون لجنة للتحقيق في اغتيال كينيدي ترأسها رئيس المحكمة العليا إيرل وارن عُرفت باسم تقرير وارن. أجرت اللجنة بحثًا وجلسات استماع مكثفة وخلصت بالإجماع إلى أن لي هارفي أوزوالد تصرف بمفرده في عملية الاغتيال. ومنذ صدور التقرير الرسمي للجنة في شهر سبتمبر من عام 1964، أجريت تحقيقات فيدرالية وبلدية أخرى أيدت بمعظمها الاستنتاجات التي توصل إليها تقرير لجنة وارن. وعلى الرغم من ذلك، لا تزال نسبة كبيرة من الأمريكيين الذين شملهم الاستطلاع للرأي تؤمن بوجود ما يشبه المؤامرة.

## الإدارة
مع تولي جونسون لمنصبه بعد وفاة الرئيس كينيدي، طلب من الحكومة القائمة آنذاك بأن تواصل عملها. وعلى الرغم من العلاقة السيئة التي جمعت بينه وبين الرئيس الجديد، بقي المدعي العام روبرت إف. كينيدي في منصبه حتى شهر سبتمبر من عام 1964، حين تقدم باستقالته من أجل الترشح لمجلس الشيوخ الأمريكي. وبقي أربعة من الأعضاء الذين ورثهم جونسون عن إدارة كينيدي -وزير الخارجية دين راسك ووزير الداخلية ستيوارت أودال ووزير الزراعة أورفيل إل. فريمان ووزير العمل دبليو. ويلارد فيرتز- في منصبهم حتى نهاية رئاسة جونسون. وغادر أربعة من أعضاء إدارة كينيدي الذين احتفظوا بمناصبهم -من بينهم وزير الدفاع روبرت مكنامارا- مناصبهم خلال فترة رئاسة جونسون. بعد إنشاء وزارة الإسكان والتنمية الحضرية في عام 1965، عين جونسون روبيرت سي. ويفر رئيسًا لتلك الوزارة، مما جعل ويفر أول أمريكي من أصل أفريقي يشغل منصبًا في إدارة رئاسية في تاريخ الولايات المتحدة. ركز جونسون عملية صنع القرار ضمن مكتبه التنفيذي الموسع بصورة كبيرة. غادر العديد من أبرز أعضاء إدارة كينيدي المعينين، بما فيهم تيد سورينسن وآرثر ماير شليسنغر، بعد فترة قصيرة من وفاة كينيدي. ولعب موظفون آخرون من إدارة كينيدي، من بينهم مستشار الأمن القومي الأمريكي مكجورج بندي ولاري أوبرين، أدوارًا هامة في إدارة جونسون. ولم يعين جونسون رئيسًا رسميًا لموظفي البيت الأبيض. ففي البداية، أشرف مساعده الإداري منذ فترة طويلة وولتر جينكينز على العمليات اليومية في البيت الأبيض. وعُين بيل مويرز، أصغر أعضاء موظفي جونسون، في بداية فترة رئاسة جونسون. صعد مويرز بسرعة إلى الصفوف الأمامية لمساعدي الرئيس وعمل بصفة غير رسمية كرئيس لموظفي الرئيس بعد مغادرة جينكينز. تولى جورج ريدي، مساعد آخر لجونسون منذ فترة طويلة، منصب السكرتير الصحفي للبيت الأبيض، في حين شغل هوراس بزبي، أحد المساعدين المهمين لجونسون في محطات مختلفة من مسيرته السياسية، بشكل أساسي منصب كاتب الخطابات والمحلل السياسي. وكان من بين موظفي جونسون البارزين جاك فالنتي وجورج كريستيان وجوزيف إيه. كاليفانو وريتشارد إن. غودوين ودبليو. مارفين واتسون.

### منصب نائب الرئيس
ظل منصب نائب الرئيس شاغرًا خلال ولاية جونسون الأولى (425 يومًا جزئيًا)، نظرًا إلى انعدام وجود طريقة آنذاك لملء الشاغر في منصب نائب الرئيس. 